# UltraSPARC II

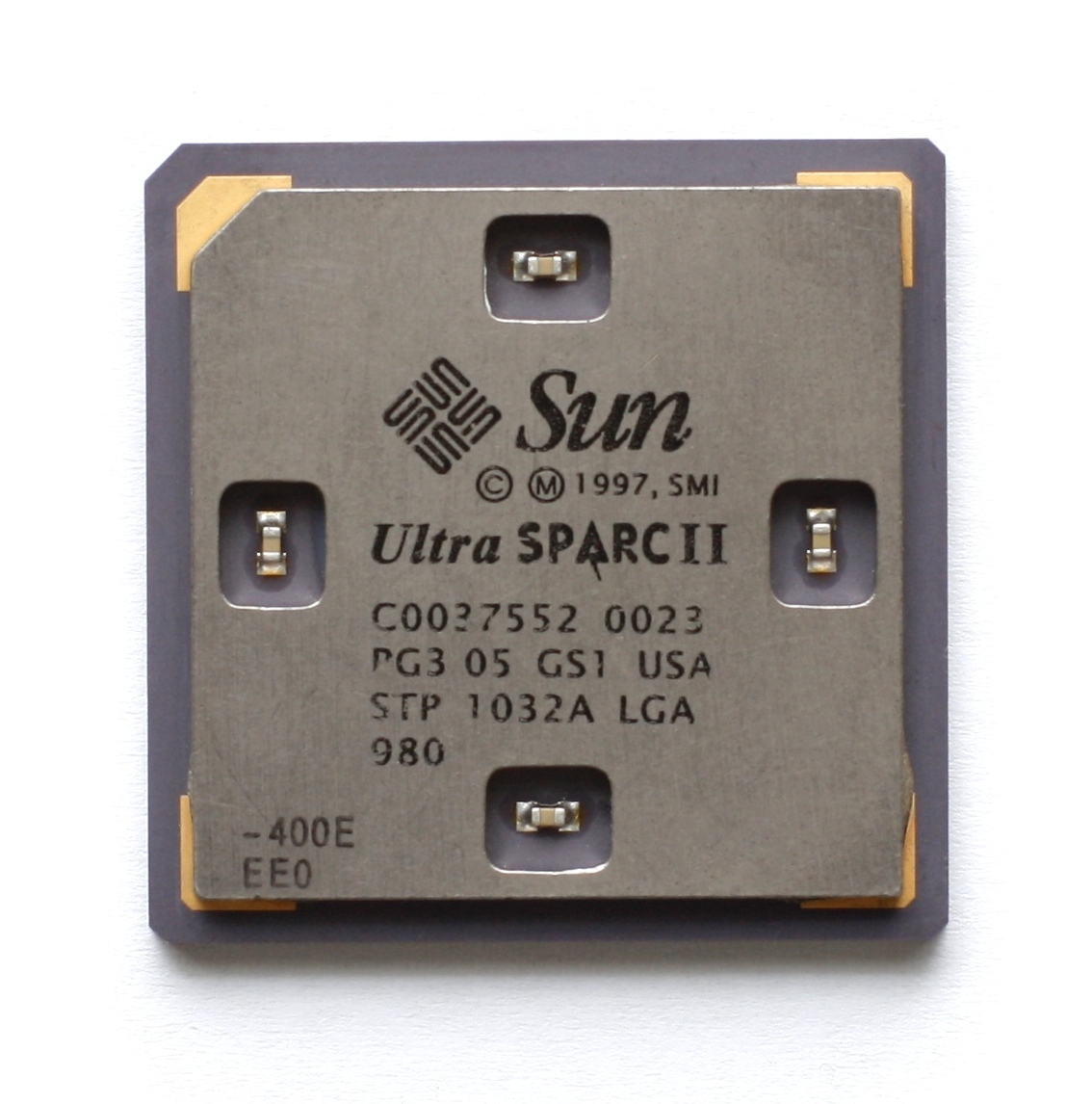
Processeur UltraSPARC II

UltraSPARC II (nom de code Blackbird) est une gamme de micro-processeurs conçue par Sun Microsystems en 1997. Ils fonctionnaient à des fréquences de 250 Mhz, jusqu'à 650 Mhz.
Ils ont été gravés par Texas Instruments en technologie 0,35 µm, puis en 0,25 µm en 1999, et enfin en 0,18 µm.

## Modèles
Les différents modèles d'UltraSPARC II sont:
- UltraSPARC IIe[1] : jusqu'à 500 Mhz en 0.18 µm
- UltraSPARC IIi : 270 à 360 MHz en 0,35 µm

- UltraSPARC IIe+ : 550 à 650 MHz en 0,18 µm
- Gemini, première tentative de Sun pour produire un micro-processeur multi-core[2]